# Качехой
Качехой — покинутый аул в Шаройском районе Чеченской Республики.

## География
Расположен на левом берегу реки Шароаргун, к юго-западу от районного центра Химой.
Ближайшие населённые пункты и развалины бывших аулов: на северо-западе — бывшие аулы Кирбаса, Хангихой и Хаухи (Итум-Калинский район), на северо-востоке — сёла Шикарой и Кесалой и бывший аул Дукархой, на юго-западе — бывший аул Сандухой, на юго-востоке — бывшие аулы Мозухи, Серчихи и село Хуландой.